# Bach-temperament
De Bach-stemming of Bach-temperament betreft de wijze waarop componist Johann Sebastian Bach zijn klavecimbel zou hebben gestemd voor onder andere zijn klavecimbelcyclus Das wohltemperierte Klavier (1722 / 1740-1742). Voor de interpretatie van dit stuk zou het klavecimbel - ook wel klavier genoemd - gestemd moeten worden op de wijze dat Bach dat zelf ook deed.
Wat dit temperament precies inhoudt is echter niet met zekerheid bekend, want Bach heeft geen geschreven tekst nagelaten over zijn manier van stemmen. Hij genoot de faam dat hij zijn klavier zeer snel en vlot welgetemperd kon stemmen, maar het is onbekend op welke wijze hij dat deed. De muzikale opleiding van Bach was overigens gebaseerd op de middentoonstemming, de “dominante” wijze van stemmen van een klavier tijdens de barokperiode (ca. 1600 tot ca. 1750).

## Interpretaties
De waarschijnlijk oudste bron betreft de publicatie in 1753, van Versuch über die wahre Art das Clavier zu spielen door Carl Philipp Emanuel Bach. Dit werk beschrijft hoe men de kwinten licht afwijkend van de reinheid moet stemmen, gepaard aan een auditieve controle van grote en kleine tertsen, en volledige akkoorden, zó dat men in alle vier en twintig toonaarden rein kan spelen. Het is door de beschrijving duidelijk dat het een zuiver auditieve wijze van stemmen betreft, maar dit voorschrift is echter niet voldoende sluitend om tot een éénduidige reconstructie van het voorgeschreven temperament te kunnen komen.
Johann Kirnberger publiceerde in 1771 Die Kunst des reinen Satzes in der Musik. Hij stelt, als leerling van Bach, de leer van Bach te volgen. Ook dit werk levert evenwel geen volle zekerheid over de manier waarop Bach een klavier zou hebben gestemd.
Friedrich Wilhelm Marpurg publiceerde in 1776 Versuch über die musikalische Temperatur. Hij stelt voorop dat Bach het gelijkzwevend temperament zou hebben toegepast. Deze hypothese werd zeer courant overgenomen in veel publicaties, maar het overgroot deel aan wetenschappelijke publicaties op dit vlak ondersteunt deze hypothese niet meer, sinds Kelletat (1960).
Johann Nikolaus Forkel publiceerde in 1802 Über Johann Sebastian Bachs Leben, Kunst und Kunstwerke. Ook Forkel die goed bevriend was met de zonen van Bach en dus een belangrijke informatiebron is, geeft niet precies aan hoe Bach het klavier stemde. Forkel wist uit correspondentie met Kirnberger wel dat deze laatste het in het geheel niet eens was met zijn oud-leerling Marpurg.
Robert Holford Macdowall Bosanquet (1876) trok in twijfel of Bach het gelijkzwevend temperament zou hebben toegepast.
Herbert Kelletat (1960) stelt voorop dat Kirnberger III het door Bach toegepast temperament zou zijn geweest, of enig ander gelijkaardig temperament.
Sparschuh A., een mathematicus, is de eerste die in 1998 een hypothese voor een Bach-stemming voorstelt, op basis van een rij decoratieve krullen boven de titel van Das wohltemperierte Klavier. Zijn hypothese leidt tot een alternatief diapason, is dus onzeker, waardoor een aantal opeenvolgende alternatieven worden voorgesteld.
Klavecinist Bradley Lehman publiceerde in 2005 een alternatieve hypothese, ook op basis van een rij decoratieve krullen boven de titel van Das wohltemperierte Klavier. Hij construeerde op deze wijze een andere mogelijke stemwijze. Dit idee zette anderen, zoals John O’Donnell en John Francis, ook aan tot een eigen interpretatie van de 'krullen', en dus alternatieve stemwijzen. Sommige musicologen, waaronder Lindley M., hebben zeer sterke twijfels over deze hypothese.
De klavecimbelbouwer Jobin E. publiceerde in 2005 een hypothese met twee reine grote tertsen gebouwd op vijf met gelijke verhouding verkleinde kwinten (op C, G, D, A, E), en drie met gelijke verhouding onconventioneel zeer licht vergrote kwinten (deze op La-mol, Mi-mol en Si-mol). Deze configuratie van kwinten leidt tot een zeer goede overeenkomst van de karakteristieken van de kwinten met de karakteristieken van de overeenkomende krullen op de Bach-figuur.

Hierop geïnspireerd heeft men de "Welgetemperde Middentoon". Deze bevat dezelfde vijf verkleinde kwinten (op C4, G3, D4, A3, E4), maar deze omspannen drie vergrote tertsen (op F3, C4, G3), Deze kwinten en tertsen hebben een mathematisch aangetoonde gelijke zweef frequentie, gelijk aan 1,95 zwevingen/sec. De "Welgetemperde Middentoon" bevat verder eveneens drie onconventioneel zeer licht vergrote kwinten (deze op La-mol3, Mi-mol4 en Si-mol3), met een gelijke zweef frequentie van 0,39 zwevingen/sec (voor A4=440). Hierdoor is dit temperament snel en gemakkelijk auditief te stemmen en dit is een van de kenmerken van de wijze waarop Bach stemde. Bovendien past de volgorde van de onreinheden van de kwinten perfect bij de volgorde van krullen getekend bovenaan de partituur van "Das wohltemperirte Clavier", krullen die bron zijn van heel wat voorstellen.
De precieze definitie van de Bach-stemming is hiermee nog steeds onduidelijk gebleven. De enige zekerheid is dat deze 'welgetemperd' moet zijn, liefst niet gelijkzwevend.

## Literatuur

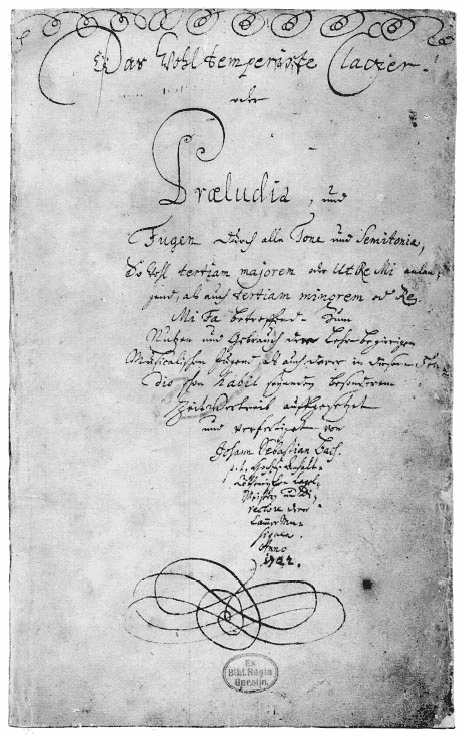
Gekrulde figuur bovenaan de partituur van "Das wohltemperierte Klavier"